# Список дипломатических миссий Никарагуа

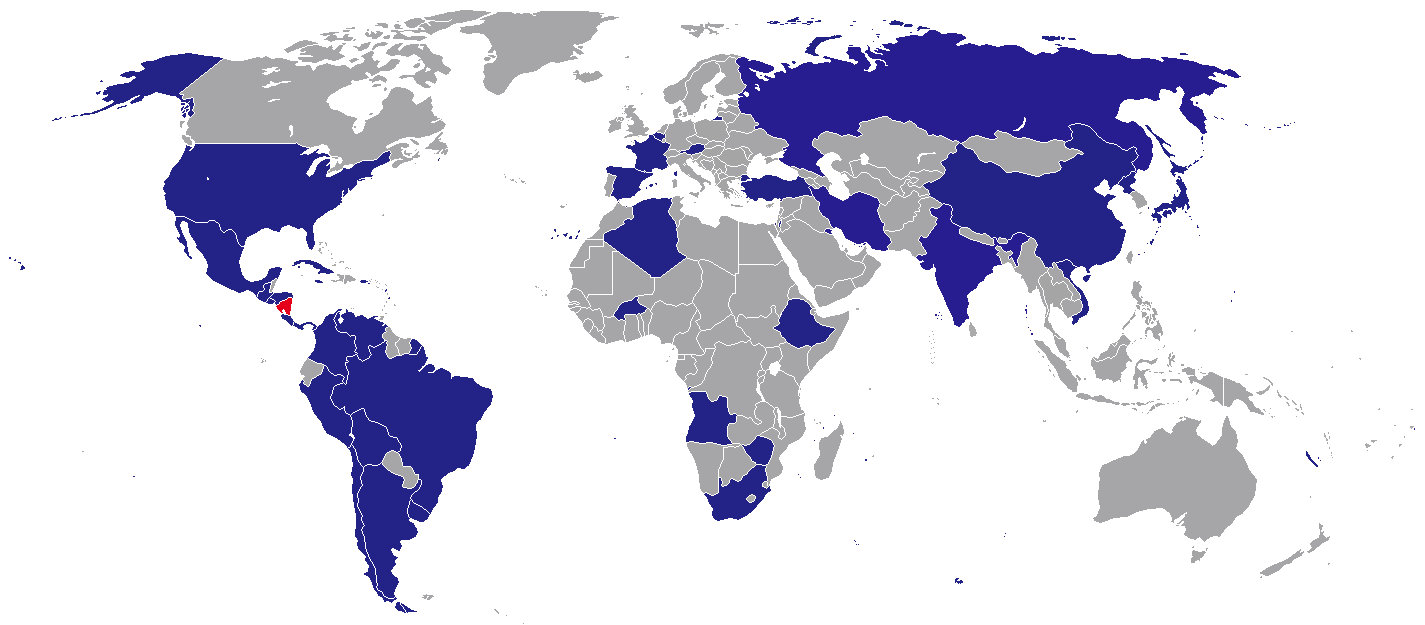

Список дипломатических миссий Никарагуа — дипломатические представительства Никарагуа находятся преимущественно в странах Европы и Америки.

## Европа
- Австрия, Вена (посольство)
- Бельгия, Брюссель (посольство)
- Дания, Копенгаген (посольство)
- Франция, Париж (посольство)
- Германия, Берлин (посольство)
- Ватикан (посольство)
- Италия, Рим (посольство)
- Нидерланды, Гаага (посольство)
- Россия, Москва (посольство)
- Испания, Мадрид (посольство)
- Швеция, Стокгольм (посольство)
- Великобритания, Лондон (посольство)

## Северная Америка
- Белиз, Белиз (посольство)
- Коста-Рика, Сан-Хосе (посольство)
  - Сьюдад-Кесада (генеральное консульство)
  - Лимон (генеральное консульство)
  - Пуэрто-Фиейо-де-Сарапикви (генеральное консульство)
- Куба, Гавана (посольство)
- Доминиканская республика, Санто-Доминго (посольство)
- Сальвадор, Сан-Сальвадор (посольство)
- Гватемала, Гватемала (посольство)
- Гондурас, Тегусигальпа (посольство)
- Ямайка, Кингстон (посольство)
- Мексика, Мехико (посольство)
- Панама, Панама (посольство)
- США, Вашингтон (посольство)
  - Лос-Анджелес (генеральное консульство)
  - Хьюстон (генеральное консульство)
  - Майями (генеральное консульство)
  - Нью-Йорк (генеральное консульство)
  - Сан-Франциско (генеральное консульство)

## Южная Америка
- Аргентина, Буэнос-Айрес (посольство)
- Боливия, Ла-Пас (посольство)
- Бразилия, Бразилиа (посольство)
- Чили, Сантьяго (посольство)
- Колумбия, Богота (посольство)
- Перу, Лима (посольство)
- Венесуэла, Каракас (посольство)

## Африка
- Египет, Каир (посольство)

## Азия
- Китай, Пекин (посольство)
- Индия, Нью-Дели (посольство)
- Иран, Тегеран (посольство)
- Япония, Токио (посольство)

## Международные организации
- Брюссель (постоянная миссия при ЕС)
- Женева (постоянная миссия при ООН)
- Нью-Йорк (постоянная миссия при ООН)
- Вашингтон (постоянная миссия при ОАГ)